# Fontaine Saint-Éloi de Bignan
Pour les articles homonymes, voir Fontaine Saint-Éloi.
La Fontaine Saint-Éloi  est située  au lieu-dit les fontaines, à  Bignan dans le Morbihan.

## Historique
La fontaine fait l’objet d’une inscription au titre des monuments historiques depuis le 18 octobre 1944.

## Architecture
La niche est surmontée d'une coquille.
L'accès à la piscine s'effectue par deux marches.